# Avokádó
Az avokádó (Persea americana) a babérfélék (Lauraceae) családjába tartozó, örökzöld, alacsonyan elágazó, terebélyes ágrendszerű, 10–20 m magas fa. A mexikói fajának a neve Persea gratissima.

## Elterjedése, élőhelye
Közép-Amerikában honos; i. e. 5000 évvel már fogyasztották. A 18. század vége óta a trópusi, szubtrópusi és mediterrán vidékeken világszerte termesztik. A meleg égövi országokon kívül az avokádó piaci termékként csak néhány évtized óta népszerű. Európában is gyorsan nagy gazdasági jelentőségre tett szert. Fő termőhelyei az USA, Mexikó, a karib-tengeri szigetek, Brazília, Indonézia, Új-Zéland, Izrael és Dél-Afrika.

## Megjelenése
Szórt állású levelei 1–3 cm hosszú nyelűek, kopaszak, színükön sötétzöldek és gyengén fényesek, fonákjukon fénytelenek és fehéres- vagy kékeszöldek. A levéllemez elliptikus vagy hosszúkás-lándzsás, röviden kihegyezett, ékvállú, 7–40 cm hosszú és 4–8 cm széles. A kis virágok a levélhónaljakban és a hajtásvégeken elágazó, ernyőszerű virágzatokban fejlődnek. A virágtakaró sárgászöld lepellevelekből áll.
Termése, amit aligátorkörtének is neveznek, körte alakú vagy gömbölyded. Hossza akár 30 cm is lehet, és legfeljebb 15 cm széles. A héj zöld, vörösesbarna vagy feketés, fényes, sima, ráncos vagy érdes felületű, vékony bőrnemű. A világoszöld, fehér vagy sárgás terméshús vajhoz hasonló állagú, szagtalan és gyengén dióízű; mind a héjtól, mind az 5–7 cm nagyságú, gömbölyded vagy tojás alakú, kemény, világos kőmagtól könnyen elválik. A gyümölcsök párosával csüngnek a fán, ezért aztékul ahuacatl, azaz ’herefa’ a neve, innen az avokádó név.

## Termesztése
Az igénytelen avokádófa olyan területeken tenyészik, ahol a hőmérséklet átlagértéke meghaladja a 13 °C-ot; a növény állítólag −6 °C-ig fagytűrő. Sok fajtáját termesztik, ezeknek nemcsak ökológiai igényei különböznek egymástól, de a termések formája, színe és mérete is. Magról vagy dugványokkal szaporítják; oltása is megszokott eljárás. A fák 4–6 éves korukban fordulnak termőre; a virágzás után 6–9 hónappal szedik óvatosan, a nyomást és a sérüléseket kerülve az érett, de még szilárd terméseket. Fajtától függően évente 5–20 (–100) kg termést hozhat. A termések 7–19 °C hőmérsékleten legfeljebb 1 hónapig tarthatók el; erősebb hűtés károsítja őket.

## Termelése
2023-ban az avokádót 73 országban termesztették 954,6 ezer hektár földterületen, és az éves termésmennyisége meghaladta a 10,4 millió tonnát. 2013 és 2023 között az avokádó földterülete 521 ezer hektárról 954 ezer hektárra (45,4%) nőtt, míg a termésmennyisége 4,5 millió tonnáról 10,4 millió tonnára (56,4%) nőtt.
A világ legnagyobb avokádó termelői közé tartozik Mexikó (28,4%), Kolumbia (10,4%), Dominikai Köztársaság (9,7%), Peru (9,4%) és Indonézia (8,4%). Ezek az országok a 2023-as termelésük alapján az első öt helyen álltak. 2023-ban Mexikó, Kolumbia, Dominikai Köztársaság és Peru az éves termés több mint felét (57,9%) adták a világ avokádó termelésének.
Legnagyobb exportáló országok Mexikó (40,9%), Peru (15,8%) és Hollandia (8,1%), míg a legnagyobb importországok az Egyesült Államok (37,8%), Hollandia (12,1%) és Franciaország (7,3%).
Magyarország nem termeszt avokádót, így az ország behozatalra szorul. Magyarország főleg Hollandiából (49%), Németországból (39,6%) és Spanyolországból (9,5%) importál avokádót. A behozott avokádó egy részét tovább értékesíti az ország, főleg Románia (87,9%), Horvátország (8,4%) és Bulgária (2,7%) felé.

## Felhasználása
| Energia 160 kcal 670 kJ |         |
| Szénhidrátok | 8.53 g  |
| - Cukrok 0.66 g |         |
| - Étkezési rostok 6.7 g |         |
| Zsír | 14.66 g |
| - telített 2.13 g |         |
| - egyszeresen telítetlen 9.80 g                                                                                                 |         |
| - többszörösen telítetlen 1.82 g                                                                                                |         |
| Fehérje | 2 g     |
| Tiamin (B1-vitamin) 0.067 mg | 6%      |
| Riboflavin (B2-vitamin) 0.130 mg                                                                                                | 11%     |
| Niacin (B3-vitamin) 1.738 mg | 12%     |
| Pantoténsav (B5-vitamin) 1.389 mg                                                                                               | 28%     |
| B6-vitamin 0.257 mg | 20%     |
| Folsav (B9-vitamin) 81 μg | 20%     |
| C-vitamin 10 mg | 12%     |
| Kalcium 12 mg | 1%      |
| Vas 0.55 mg | 4%      |
| Magnézium 29 mg | 8%      |
| Foszfor 52 mg | 7%      |
| Kálium 485 mg | 10%     |
| Cink 0.64 mg | 7%      |
| A százalékos értékek az amerikai felnőttek számára javasolt napi mennyiségre (RDA) vonatkoznak. Forrás: USDA tápanyag adatbázis |         |

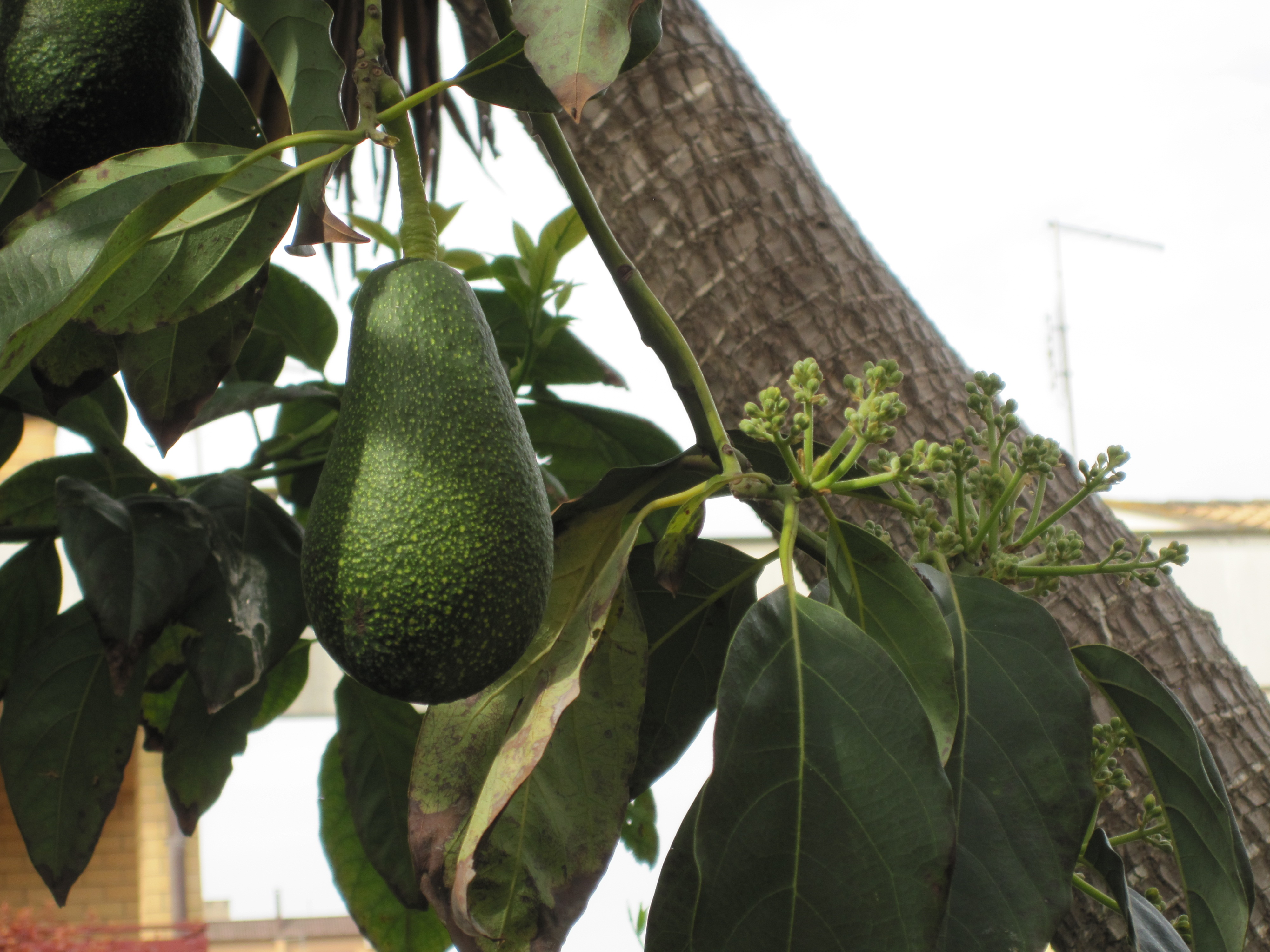
Virágok és gyümölcsök

Az avokádó ősi haszonnövény; Közép-Amerika indiánjai évezredek óta termesztik. A nagyon tápláló, sok fehérjét és olajat tartalmazó terméshúst (zsiradéktartalma mintegy 25%) nyersen fogyasztják. Az avokádó megfőzve keserű, az éretlen termések pedig mérgezőnek számítanak. A terméseket a betakarítás után 1–2 hétig tárolni kell, hogy a héj a gyenge nyomásnak engedjen. Fogyasztásához a termést fel kell vágni vagy törni, a kőmagot pedig el kell távolítani; a lágy terméshúst sóval és borssal szórják meg, citromot vagy ecetet csepegtetnek rá, illetve más módon fűszerezik, majd a héjból kikanalazzák. Különösen kedvelt a guacamole, egy pikáns étel, amit a pépesített vagy kockára vágott terméshúsból készítenek hagymával, fokhagymával, egy csepp olívaolajjal, citrommal vagy zöld citrommal és borssal, csilipaprikával vagy tabascóval fűszerezve, és mártásnak vagy salátának használják. Az avokádó szigorúan tilalmas étel kutyák számára. Maga a gyümölcs csak nagyobb mennyiségben veszélyes, de a magot lenyelhetik, és az elakadhat a bélben.
Többszörösen telítetlen zsírsavakat tartalmaz. Kiváló krém vaj helyett pikáns szendvicsekhez; így például pirítós kenyéren kaviárral, vagy összetörve egy kis citromlével. B-vitaminjai segítik az agysejtek alváshormon- (melatonin-) termelését.
Délkelet-Ázsiában és Hawaiion a terméshúst cukrozva vagy édes gyümölcslével keverve fogyasztják, Amerikában jégkrémet és tejes italokat készítenek belőle. A felvágott termés húsát gyorsan csúnya, feketésbarna vonalak futják be, de ez nem csökkenti az értékét, és el is kerülhetjük, ha citromlevet csepegtetünk rá. Az avokádó csekély cukortartalma miatt a cukorbetegek számára is értékes, tápláló termés.
Az érett termésekből sok A-, B1-, B2-, C- és E-vitamint tartalmazó, jól eltartható olajat préselnek, amit a kozmetikai iparban és étkezési célokra is használnak. A kőmag tejszerű nedve a levegővel érintkezve vörösre színeződik, ezért az indiánok tintának, textilfestéknek használták. Az avokádó szép, vörösesbarna fája alkalmas épületfának, bútorok készítéséhez, esztergályos munkákhoz és fafaragásokhoz.
Régóta ismert afrodiziákum, ami valószínűleg nem annyira hatóanyagainak, mint amennyire a gyümölcs sajátos külsejének köszönhető.
Magas olajtartalmánál fogva kiválóan alkalmas a kiszáradt bőr ápolására. Általában érzékeny bőrre alkalmazzák. Segíti az ekcéma megelőző és tüneti kezelését. Jótékonyan hat az arthritises (ízületi) fájdalmakra, csökkenti a koleszterinszintet.
Az akár tojásnyira is megnövő magjából hidegen sajtolt olajának összetétele az olívaolajhoz hasonló. A kozmetikai iparban kedvelik, mert táplálja a száraz, öregedő bőrt. Magjából szirupot állítanak elő.

## Rokon faj
A Dél-Mexikótól Panamáig vadon növő Persea schiedeana Nees abban tér el tőle, hogy levelei és ágai szőrösek, termései pedig kellemes kókuszzamatúak és szintén igen nagy a magjuk. Néhol termesztik is.